# Isolda armata
Isolda armata är en ringmaskart som först beskrevs av Johan Gustaf Hjalmar Kinberg 1866.  Isolda armata ingår i släktet Isolda och familjen Ampharetidae. Inga underarter finns listade i Catalogue of Life.